# Miami University
Miami University – uczelnia publiczna w Oxford, w południowo-zachodniej części stanu Ohio. Znajduje się około 50 kilometrów od Cincinnati. Założona w 1809 roku, na podstawie ustawy podpisanej w 1795 roku przez Prezydenta George'a Washingtona. Jest to najstarszy uniwersytet na zachód od pasma górskiego Allegheny i jest siódmym najstarszym uniwersytetem państwowym USA. Plasuje się wśród najlepszych uczelni publicznych, zwanych „Public Ivy”. Obecnie zapisanych jest w niej 23 100 studentów.

## Znani ludzie
- Paul Brown (1908–1991) – trener futbolu amerykańskiego
- Maria Cantwell (ur. 1958) – senator stanu Waszyngton
- Chung Un-chan (ur. 1948) – koreański profesor i ekonomista, rektor Uniwersytetu Narodowego w Seulu w latach 2002–2006. Premier Korei Południowej od 28 września 2009 do 11 sierpnia 2010.
- Art Clokey (1921–2010) – reżyser i animator kreskówek
- Steve Driehaus (ur. 1966) – członek Izby Reprezentantów USA
- Weeb Ewbank (1907–1998) – trener futbolu amerykańskiego
- Stanley Greenberg (ur. 1945) – doradca polityczny
- John Harbaugh (ur. 1962) – trener futbolu amerykańskiego
- Ron Harper (ur. 1964) – koszykarz
- Benjamin Harrison (1833–1901) – były prezydent Stanów Zjednoczonych
- Nathan Peavy (ur. 1985) – koszykarz
- Brian Pillman (1962–1997) – wrestler
- Ben Roethlisberger (ur. 1982) – gracz futbolu amerykańskiego
- Paul Ryan (ur. 1970) – kandydat Republikanów jako wiceprezes na wybory prezydenckie 2012
- Wally Szczerbiak (ur. 1977) – koszykarz
- Dustin Whitecotton (ur. 1979) – hokeista
- Kate Voegele (ur. 1986) – piosenkarka i aktorka
- Mack Yoho (ur. 1936) – piłkarz